# Purgatori
Purgatori je izmišljeni lik iz stripova koje je izdavala tvrtka Chaos! Comics. Od 2005. do 2006. pojavljivala se u stripovima Devil's Due Publishinga a prava na nju je 2010. otkupila tvrtka Dynamite Entertainment. Purgatori je prvotno bila Sakkara, robinja u drevnom Egiptu, te je jednog dana zapala za oko kraljici koja ju je dovela na dvor te se čak i vjenčala za nju. Kasnije je Sakkaru keltski vampir Rath preobrazio u vampiricu te je ona zbog krvi palih anđela koja je tekla njenim žilama dobila krila, crvenu kožu, i rogove, prozvavši se Purgatori. S vremenom je sklopila savez s Luciferom koji ju je odveo u pakao ali se kasnije vratila na Zemlju s ciljem da postane božica kaosa.